# Zichy Béla
Gróf Zichy Béla (1825. október 10. - 1848. augusztus 5.) nemzetőr vértanú.
A várpalotai gróf Zichy család gyermeke volt, 1848. augusztus 5-én – 23 évesen – nemzetőrként elhunyt a Dráva-vonal védelmében.
Sírfelirata: „Létét a hazának szentelve megholt nemzetőri kötelessége teljesítésében Drávahídvégben Baranya megyében 1848-dik év augusztus 5-én.”
Egykori kastélyuk ma múzeum Várpalotán.